# 黄渡站
黄渡站位于中华人民共和国上海市嘉定区安亭镇黄渡地区星塔路，为京沪铁路上的一个四等车站，距离北京站1442公里，距上海站21公里。车站建于1905年（清光绪三十一年），1990年修建通往南翔站下行到达场的黄渡铁路立交桥，2004年又借道该铁路桥修建了往沪昆铁路封浜站的黄封联络线。
在2014年通过的沪通铁路方案调整中将原终到站安亭站经本站延伸至封浜站，并计划修建黄封复线。车站新信号楼于2019年4月26日启用，其他相关线路工程于2020年4月13日全部完工，成为“四进四出”的中间站。
黄渡站目前不办理客运业务；货运办理整车、集装箱发到业务，主要办理路料、轨枕、饲料、轿车等货品的到发；站内设有通往上海铁路局上海大型养路机械运用检修段和国家物资储备局上海七处专用线的专用线，是上海局重要的生产力设施接轨站。